# Facultad de Traducción e Interpretación (Universidad de Granada)
La Facultad de Traducción e Interpretación de Granada es un centro docente universitario perteneciente a la Universidad de Granada, dedicado a la docencia e investigación de los estudios de traducción e interpretación. Fue fundada en 1979 y actualmente es el primer centro de formación de intérpretes y traductores de España. Su lema es Fidus interpres.
Tiene su sede en el Palacio de los Condes de Luque, más conocido como Palacio de las Columnas (siglo XVIII), ubicado en el centro de la ciudad de Granada, siendo uno de los ejemplos más importantes de la arquitectura civil neoclásica de la capital.
Fue uno de los primeros centros españoles en implantar los estudios universitarios en Traducción e Interpretación, siendo por ello considerada una facultad de gran tradición en su campo. Asimismo, fue el primer centro universitario español en otorgar el título de traductor e intérprete jurado con el árabe como primera lengua extranjera así como en impartir lengua danesa.
Ofrece la mayor oferta lingüística de todo el territorio español: cuatro lenguas B (primera lengua extranjera: alemán, árabe, francés e inglés), nueve lenguas C (segunda lengua extranjera: alemán, árabe, chino, francés, inglés, italiano, griego y ruso) y siete lenguas D (tercera lengua extranjera: neerlandés, portugués, polaco, gallego, checo, catalán, rumano y danés). Además, es miembro de la Conferencia Internacional de Centros Permanentes Universitarios de Traductores e Intérpretes (CIUTI) y publica dos revistas (Sendebar y Puentes).

## Reseña histórica

### Del antiguo Instituto de Idiomas a la EUTI
Las raíces de la actual Facultad de Traducción e Interpretación se encuentran en el antiguo Instituto de Idiomas de la Universidad de Granada, que se remonta al año 1929. La larga tradición con la que se hizo dicho centro, unido al considerable número de alumnos con el que contaba, fue motivo más que suficiente para adaptar las antiguas enseñanzas a nuevos estudios que respondieran a una nueva y creciente demanda de profesionales dentro del campo de la traducción y la interpretación. Así las cosas, en 1979 el antiguo Instituto de Idiomas de la Universidad de Granada se transforma en la Escuela Universitaria de Traductores e Intérpretes (EUTI). En aquel momento, sólo existía un centro semejante: la Escuela Universitaria de Idiomas de la Universidad Autónoma de Barcelona (BOE del 22 de septiembre de 1972), aunque esta no sería reconocida oficialmente como EUTI hasta 1984.
Aunque ya desde la década de los sesenta se podía cursar en España estudios de Traducción e Interpretación, dicha oferta formativa pertenecía o bien a centros privados o bien a centros orientados exclusivamente a la formación de posgrado (como el Instituto de Lenguas Modernas y Traductores de la Universidad Complutense de Madrid, fundado en 1973). Así pues, las universidad de Granada y Barcelona (más tarde Las Palmas de Gran Canaria) representan el embrión de los actuales estudios universitarios en Traducción e Interpretación en el seno de la Universidad pública española.
El primer plan de estudios ofertado en la EUTI de Granada era el conducente al título de Diplomado, de tres años de duración, que contaba con dos especialidades separadas (Traducción e Interpretación), tres primeras lenguas extranjeras (alemán, francés e inglés) y ocho segundas lenguas (alemán, árabe, chino, francés, inglés, italiano, portugués, ruso).
La EUTI de Granada se consolidó como el centro universitario público español que formaba al mayor número de traductores e intérpretes con el español como lengua materna. Buena parte de sus alumnos era también de procedencia extranjera. De igual manera, es importante destacar la gran oferta formativa a través de cursos y seminarios en Traducción e Interpretación que desde su fundación ofertó la EUTI, contando para ello con profesionales del campo procedentes de todo el mundo. Granada se ganó así una reputación como espacio académico en el campo de la traducción.
La EUTI de Granada también fue pionera en España en la introducción de la terminología como disciplina académica, así como por su participación en el Programa de Lenguas Aplicadas Europa (LAE), actualmente Applied European Languages (AEL).

### De la EUTI a la actual Facultad de Traducción e Interpretación
En 1992, con la adaptación de la antigua diplomatura a la nueva Licenciatura en Traducción e Interpretación (BOE número 149, de 23 de julio de 1994), la EUTI cambia su denominación y se establece como Facultad de Traductores e Intérpretes (BOJA 10-10-92). No es hasta 1994 cuando adopta por completo la denominación actual, esta es la de Facultad de Traducción e Interpretación.

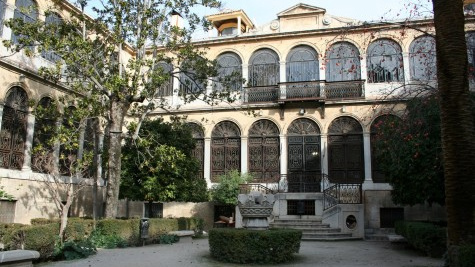
Patio interior de la facultad.

La nueva licenciatura de la Facultad vuelve a ser pionera en España en el ámbito de la interpretación, pues permite realizar el último curso enteramente en la especialidad de interpretación de conferencias. Con la llegada de Bolonia en 2010, siguiendo la nueva estructura de los planes de estudio, esta especialidad pasa a formar parte en 2013 de un máster (Máster en Interpretación de Conferencias).
El acontecimiento más destacado de esta nueva etapa es la creación en 1993 del nuevo Departamento de Traducción e Interpretación de la Universidad de Granada, llamado entonces Departamento de Lingüística Aplicada a la Traducción e Interpretación, al cual le corresponde en la actualidad la docencia y la investigación. También se incluyen dos nuevas lenguas C (neerlandés y griego moderno) y una nueva lengua B: árabe. Así, la Facultad de Traducción e Interpretación de Granada se convierte también en la primera facultad española en otorgar, a través del Ministerio de Asuntos Exteriores, el título de Traductor/Intérprete Jurado con árabe como primera lengua extranjera.
En 2003 se inauguró el Máster en Traducción e Interpretación (perfil investigador), que surge como fusión de los dos Programas de Doctorado del Departamento de Traducción e Interpretación con mención de calidad del Ministerio de Educación (Traducción, Sociedad y Comunicación y Procesos en Traducción e Interpretación).
En el curso 2010/2011 la facultad, como centro dependiente de la Universidad de Granada, adapta sus estudios al Espacio Europeo de Educación Superior. Esto supone cambios importantes en su oferta formativa, entre ellos la extinción de la Licenciatura y el Máster en Traducción e Interpretación (último curso de docencia: 2012/2013). Así pues, desde 2010 la facultad viene impartiendo el Grado en Traducción e Interpretación. y desde el curso 2013/2014 el Máster en Interpretación de Conferencias, primer máster oficial y público de estas características en España. Del mismo modo, desde el curso 2014/2015 imparte el nuevo Máster en Traducción Profesional e inicia la docencia de una nueva lengua optativa, el danés, convirtiéndose así en el único centro universitario español en impartir clases de lengua y cultura danesa.

## Instalaciones y servicios

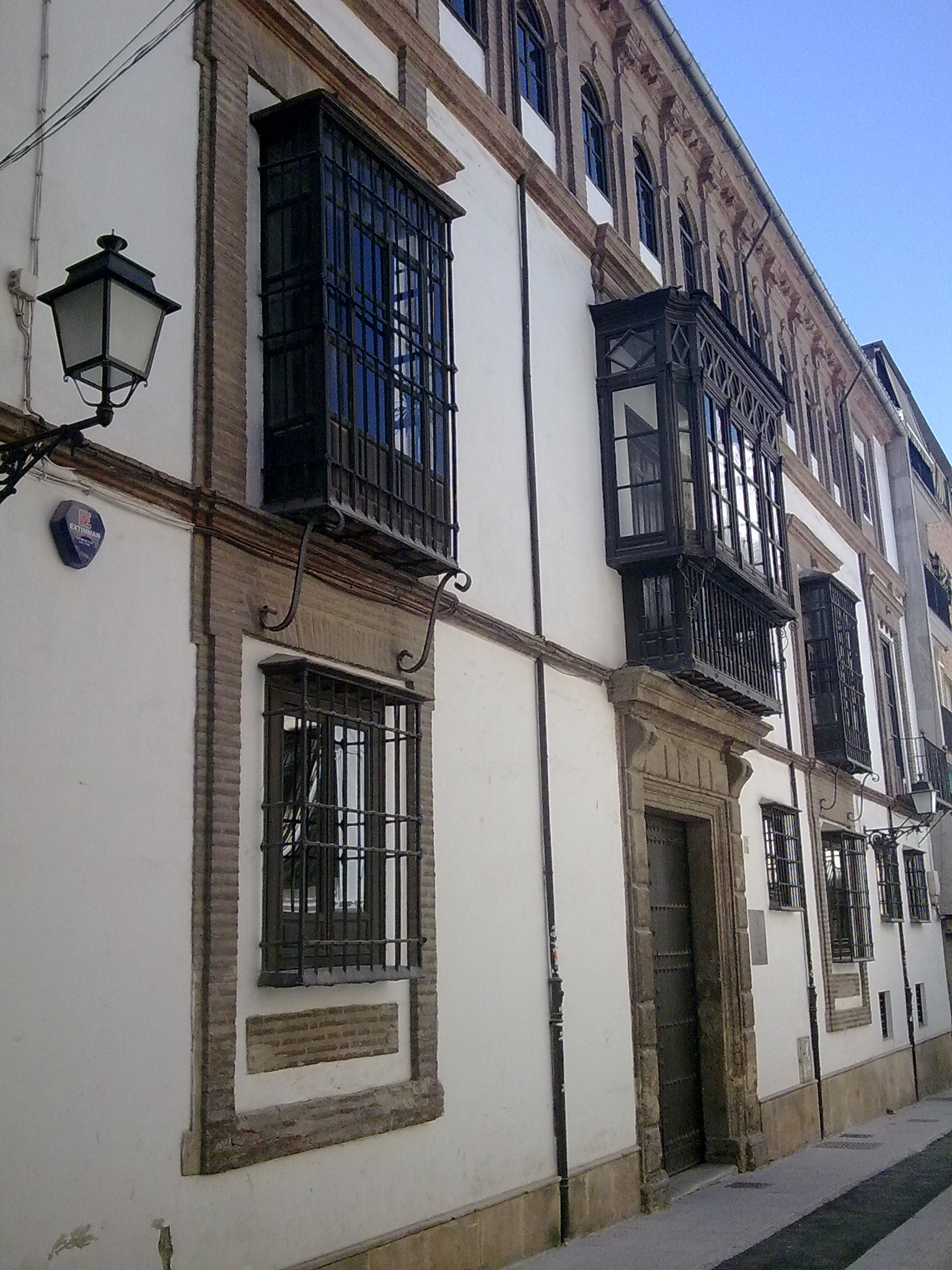
Edificio de la calle Buensuceso, dedicado a despachos e investigación.

La facultad se encuentra ubicada en el Palacio de los Condes de Luque, más conocido como Palacio de las Columnas, que fue rehabilitado en 1946 por los arquitectos Luis Álvarez de Cienfuegos y Juan de Dios de Wilhelmi para albergar la Facultad de Filosofía y Letras, posteriormente el Instituto de Idiomas. En 1979 se convirtió en la sede de la Escuela Universitaria de Traductores e Intérpretes y en 1992 pasó a ser la actual Facultad de Traducción e Interpretación.
El nombre popular del Palacio de las Columnas se debe al juego de columnas dóricas y jónicas que adorna su fachada. El edificio, en forma de U y con un amplio jardín en el centro, es uno de los ejemplos más importantes de la arquitectura civil neoclásica de Granada. Está compuesto por un cuerpo central y dos laterales. Consta de dos cuerpos de alzada y una planta de semisótano que gracias al desnivel existente en el terreno llega a elevarse sobre la rasante de éste en los cuerpos laterales. En él se encuentran las aulas, la Biblioteca, la Sala Multimedia, las aulas de informática, los laboratorios de idioma, los laboratorios de interpretación, la Secretaría, la fotocopiadora, algunos despachos de profesores y el Decanato. Si bien su autor es desconocido, se conjetura con la posibilidad de que sea obra del arquitecto Juan de Villanueva.
Las instalaciones de la facultad se completan con el edificio de la calle Buensuceso, un palacete señorial del siglo XVIII dedicado fundamentalmente a despachos, en el que también se halla el Salón de Grados, la Sala de Tutorías, el Servicio de Traducción Universitario (STU), una junior empresa creada por los propios alumnos del Centro y la sede de la revista Sendebar.

## Particularidades de la facultad
La Facultad cuenta con diversos programas nacionales e internacionales de movilidad, entre los que destaca el programa Lenguas Aplicadas Europa (Applied European Languages). Dicho programa está dirigido a estudiantes que pretendan aplicar sus conocimientos traductológicos a los ámbitos del derecho, la economía y el comercio, para así maximizar sus oportunidades de inserción en el mercado laboral a nivel europeo, o de acceder a un máster u otra formación superior que les permita especializarse en algún área relacionada con las lenguas y su aplicación a los ámbitos mencionados. De este modo, el alumno beneficiario cursa tanto el segundo como el tercer año del Grado en dos países de la Unión Europea, en algunos de los centros asociados de Francia, Alemania, Irlanda o Bélgica, adjuntando así al título de Grado en Traducción e Interpretación por la Universidad de Granada los correspondientes títulos o certificados expedidos por las universidades en las que se ha realizado la estancia.
Por otra parte, la facultad cuenta con una biblioteca con más de diecisiete mil monografías y un centenar de revistas que constituye una de las mejores en su campo. La Facultad de Traducción e Interpretación cuenta con uno de los grupos de teatro más longevos de la Universidad de Granada, Teatràdum, fundado en 1999.

## Docencia
Actualmente en la Facultad de Traducción e Interpretación de la Universidad de Granada se imparten los siguientes estudios universitarios oficiales:
- Grado en Traducción e Interpretación (con posibilidad de cursarlo en la modalidad Applied European Languages)
- Doble Grado en Traducción e Interpretación y Turismo
- Doble Grado en Traducción y Traductología por la Universidad Estatal Lingüística de Moscú y en Traducción e Interpretación por la Universidad de Granada.[18]
- Máster Universitario en Interpretación de Conferencias[19]
- Máster Universitario en Traducción Profesional[20]

### Estudios de grado

#### Grado en Traducción e Interpretación
El Grado en Traducción e Interpretación impartido en la facultad se inició en el curso 2010/2011, sustituyendo así a la antigua licenciatura. Si bien sigue estando estructurado en cuatro cursos académicos, el grado tiene un contenido de 240 créditos ECTS, frente a los 300 de la licenciatura.
El principal cambio que presenta el grado respecto a la licenciatura es su carácter generalista, con el objetivo de que el alumno adquiera una especialización más sólida en el máster. De este modo, atendiendo a las necesidades actuales del mercado laboral, se presta mayor atención a la formación sólida en lenguas, en traducción general y en interpretación de enlace. La traducción especializada se oferta a través de asignaturas optativas introductorias. No obstante, la interpretación social sigue teniendo presencia en el grado.
Los módulos básicos y obligatorios que componen el Grado en Traducción e Interpretación son los siguientes:
- Lengua española (A) y su cultura
- Lengua B y su cultura
- Lengua C y su cultura
- Fundamentos teóricos de la traducción e interpretación: Traductología y Lingüística Aplicada
- Contenidos instrumentales: Documentación, Terminología e Informática aplicada
- Traducción Lengua B
- Traducción Lengua C
- Interpretación Lengua B
- Gestión profesional

Los módulos optativos que componen el Grado en Traducción e Interpretación son los siguientes:
- Tercera lengua extranjera y su cultura
- Literatura y Traducción
- Traducción en ámbitos específicos (Humanidades, Ciencias Sociales y Jurídicas, Ciencia y Tecnología)
- Interpretación en ámbitos específicos (turismo, comercio y servicios públicos)
- Gestión de información electrónica
- Edición y maquetación

Al Grado en Traducción e Interpretación se accede por una de las siguientes primeras lenguas extranjeras (o lengua B, la lengua A sería el español): alemán, árabe, francés o inglés, y nueve segundas lenguas extranjeras (o lengua C): alemán, árabe, chino, francés, griego, inglés, italiano, portugués y ruso. A partir del tercer curso se puede escoger como asignatura opcional una tercera lengua extranjera. El nivel de competencia de entrada recomendable para el primer idioma extranjero, o lengua B, es el correspondiente al nivel B1 del marco común europeo de referencia para las lenguas (PET de la Universidad de Cambridge o similar); en el caso del árabe, dadas sus especificidades, se recomienda el nivel A2+.

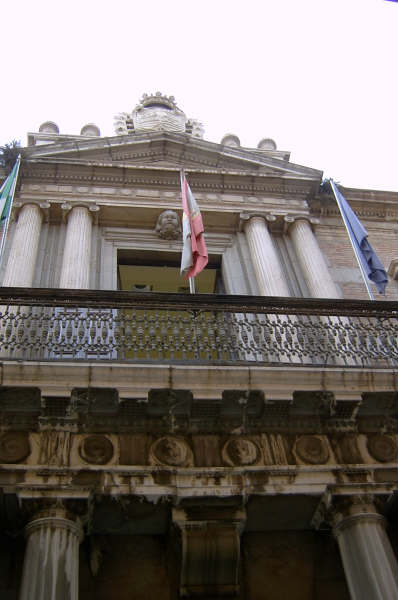
Fachada principal de la facultad

### Estudios de posgrado
Además de los estudios de Grado, la facultad imparte enseñanzas de Máster universitario y Doctorado conducentes a la obtención de los correspondientes títulos oficiales:
- Máster Universitario en Traducción Profesional
- Máster Universitario en Interpretación de Conferencias
- Programa de doctorado en Lenguas, textos y contextos

Los alumnos de posgrado pueden hacer prácticas externas en más de catorce empresas e instituciones, entre las que se encuentran el Parque de las Ciencias de Granada o la Fundación Euroárabe.

#### Máster Universitario en Traducción Profesional
El Máster en Traducción Profesional es un máster oficial y presencial de 60 créditos ECTS, es decir, de un curso académico de duración. Como requisito de acceso esencial se establece el estar en posesión de un título de Grado o Licenciatura, además de un sólido conocimiento de dos idiomas extranjeros más el idioma nativo. Las lenguas ofertadas son: inglés, francés, alemán y árabe.
Este máster se ha diseñado con el objetivo de formar a traductores altamente cualificados, que respondan a las demandas del mercado de la traducción y que tengan las competencias necesarias para seguir formándose una vez acabados sus estudios de posgrado e integrados en el mundo laboral.
Los alumnos que superen el plan de estudios obtendrán el título oficial de Máster Universitario en Traducción Profesional, con una de las siguientes especialidades:
- Traducción jurídica. Esta especialidad se centra en la teoría y práctica de la traducción jurídica, con textos y documentos de las diferentes ramas del derecho. Las traducciones se realizan desde y hacia la lengua española, lo que también incluye análisis, redacción y revisión de textos jurídicos. La especialidad se completa con nociones y fundamentos de derecho comparado.

- Traducción audiovisual y accesibilidad. Esta especialidad se centra en la formación de las distintas modalidades de la traducción audiovisual (doblaje, voive-over, subtitulado y localización multimedia), sin olvidar el subtitulado accesible y la audiodescripción.

- Traducción especializada con tecnologías de la traducción. Esta especialidad se ha diseñado para dar respuesta a un mercado laboral de la traducción en el que la ciencia y la tecnología cobran cada vez más importancia. Por ello, ofrece una formación práctica intensiva en traducción científica y técnica, lo que se combina con un uso de las herramientas de traducción asistida y de la ingeniería lingüística.

- Traducción árabe-español. Este itinerario se ha diseñado para dar respuesta a las particularidades específicas que presenta la traducción en la combinación lingüística árabe-español, ofreciendo así formación a estudiantes que procedan también de grados en estudios árabes e islámicos.

El estudiante también podrá optar por recibir una formación más generalista y obtener así el máster sin ninguna especialidad, lo que le permite cursar libremente asignaturas de las distintas especialidades. Esta opción se ha diseñado específicamente para aquellos graduados procedentes de disciplinas ajenas a la Traducción y la Interpretación. Además, cumpliendo con la función de los másteres oficiales, la titulación también inicia al estudiantado en la metodología de la investigación, con el objetivo de iniciar en dicha labor a aquellos alumnos que deseen continuar su formación de posgrado con un posterior programa de doctorado.
A través de 12 créditos de materias comunes, el alumno también conocerá los aspectos éticos y deontológicos de la profesión del traductor, así como su marco legal y fiscal, salidas laborales y herramientas de búsqueda de empleo. El máster consagra seis créditos al Trabajo Fin de Máster y 12 a prácticas en empresa.

#### Máster Universitario en Interpretación de Conferencias
El Máster en Interpretación de Conferencias es un máster oficial y presencial de 60 créditos ECTS, es decir, de un curso académico de duración. Como requisito de acceso esencial se establece el estar en posesión de un título de Grado o Licenciatura, contar con un sólido conocimiento de dos idiomas extranjeros más el idioma nativo y ser nativo de al menos alguna de las lenguas ofertadas: alemán, árabe, español, francés o inglés. Para acreditar el conocimiento de dos idiomas extranjeros, se deberá acreditar un nivel C1 de cada idioma extranjero (B2 en el caso del árabe). Si se es egresado de Licenciatura o Grado en Traducción e Interpretación de alguna universidad española, no será necesario acreditar el nivel de idioma de la primera y segunda lengua extranjera si aparece en el expediente y coincide con la combinación lingüística. 
Dado que el máster se ha elaborado siguiendo las recomendaciones de AIIC (Asociación Internacional de Intérpretes de Conferencia), AICE (Asociación de Intérpretes de España) y EMCI (European Master's in Conference Interpreting), además de los requisitos de acceso generales se establece una prueba de acceso específica, que consta de cuatro ejercicios:
1. Entrevista (en español y las lenguas de trabajo del candidato) en la que se abordarán cuestiones relativas a la actualidad socioeconómica, cultural y política internacional. Esta prueba es eliminatoria. Si no se pasa, no se continuará con las siguientes.
2. Escucha de un discurso en la primera lengua extranjera elegida por el candidato, y resumen oral en la misma primera lengua extranjera.
3. Escucha de un discurso en la segunda lengua extranjera elegida por el candidato, y resumen oral del discurso en español.
4. Traducción a vista de un texto general (no especializado) y de nivel de lengua medio (en la primera lengua extranjera hacia la lengua materna).

La titulación se divide en varios módulos que incluyen la interpretación desde las dos lenguas extranjeras hacia la lengua nativa, así como la interpretación desde la lengua nativa hacia el primer idioma extranjero. Se cubre tanto la interpretación consecutiva como la simultánea, así como las cuestiones éticas y legales de la profesión del intérprete. Además, se ofertan créditos de optatividad libre que permiten al alumnado complementar su formación con materias procedentes de otros másteres afines. El plan de estudios incluye un periodo de prácticas en empresa y un Trabajo Fin de Máster que se centra en la preparación de un encargo de interpretación real.
El máster cuenta con un profesorado compuesto por intérpretes profesionales y miembros de asociaciones nacionales e internacionales. Durante todo el curso se celebran conferencias, mesas redondas y talleres con la participación de intérpretes en activo. El título capacita para ejercer tareas de interpretación tanto en el mercado institucional (UE, ONU, ministerios, etc.) como privado (congresos, reuniones de asociaciones, ruedas de prensa, ferias internacionales, presentación de productos, etc.).
Un aspecto a destacar del máster es su carácter flexivo. Si bien actualmente la única especialidad que se oferta es la de interpretación de conferencias (la modalidad más consolidada y en la que la Universidad de Granada es pionera desde 1991) el título genérico del máster (Máster en Interpretación Profesional) es suficientemente amplio como para permitir la incorporación de otros perfiles profesionales de interpretación en el futuro, tales como Interpretación en los Servicios Públicos o la Interpretación Judicial.

#### Programa de Doctorado en Lenguas, Textos y Contextos
Este programa de doctorado constituye la oferta oficial de estudios de tercer ciclo de la Universidad de Granada para los campos de la Filología, la Lingüística, la Literatura, la Traducción y la Interpretación. De este modo, se presenta como un doctorado de carácter interdisciplinar, que abarca la investigación de diversas lenguas en sus tradiciones literarias y contextos culturales.
El Departamento de Traducción e Interpretación es el encargado de la línea de investigación "Traducción e Interpretación". El estudiante que opte por esta línea, podrá dirigir su tesis sobre las siguientes especialidades:
- Audiodescripción
- Calidad de la Traducción
- Calidad y evaluación de la Interpretación
- Deontología de la profesión
- Didáctica de la Traducción
- Didáctica de la Interpretación
- Didáctica de la Interpretación y nuevas tecnologías
- Direccionalidad en la Traducción
- Evaluación de la investigación
- Historia de la Traducción y la Interpretación
- Interpretación en los servicios públicos
- Interpretación de conferencias
- Lexicología especializada
- Nuevas tecnologías aplicadas a la Traducción
- Pragmática aplicada a la Traducción
- Procesos cognitivos de la Traducción y la Interpretación
- Semántica cognitiva
- Subtitulación
- Traducción audiovisual
- Traducción audiovisual y accesibilidad
- Traducción científica y técnica
- Traducción en los servicios públicos
- Traducción especializada
- Traducción jurídica y derecho comparado
- Traducción jurídica y económica
- Traducción jurídica y jurada
- Traducción literaria
- Traductología
- Terminología
- Terminología y fraseología

## Departamentos docentes
Actualmente los siguientes departamentos cuentan con docencia en esta facultad:
- Departamento de Ciencia Política y de la Administración
- Departamento de Estudios Semíticos
- Departamento de Filología Francesa
- Departamento de Filologías Griega y Eslava
- Departamento de Filologías Románica, Italiana, Gallego-Portuguesa y Catalana
- Departamento de Filologías Inglesa y Alemana
- Departamento de Información y Comunicación
- Departamento de Lengua Española
- Departamento de Lenguajes y Sistemas Informáticos
- Departamento de Lingüística General y Teoría de la Literatura
- Departamento de Traducción e Interpretación

## Alumnos célebres
- Puerto Barruetabeña Díez, traductora de Cincuenta sombras liberadas, la tercera entrega de la trilogía Cincuenta sombras de Grey.